# Herbita dulcisona
Herbita dulcisona là một loài bướm đêm trong họ Geometridae.